# Rhinolophus megaphyllus
Rhinolophus megaphyllus es una especie de murciélago de la familia Rhinolophidae.

## Distribución geográfica
Se encuentra en Australia, Indonesia, Malasia, Papúa Nueva Guinea y  Tailandia.